# Algemene verkiezingen in Zambia (1968)
| Stemverhoudingen in % |
| --------------------- |
|                       |

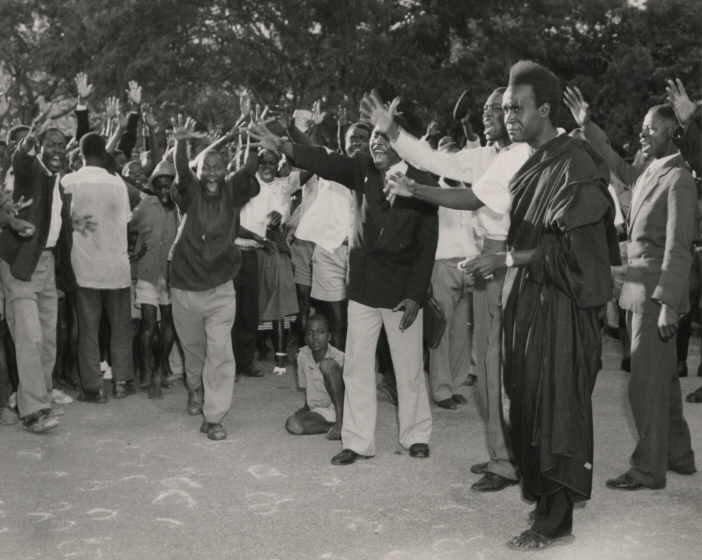
President Kenneth Kaunda na het bekendmaken van de verkiezingsoverwinning.

De algemene verkiezingen in Zambia van 1968 waren de eerste algemene verkiezingen sinds de onafhankelijkheid in 1964. In de jaren 1964-1968 was de samenstelling van het parlement, de Nationale Vergadering, samengesteld op basis van de verkiezingen van de Noord-Rhodesische Wetgevende Raad van 1964 ten tijde van het Britse protectoraat over het land.

## Presidentsverkiezingen
Zittend president Kenneth Kaunda van de United National Independence Party (UNIP) versloeg Harry Nkumbula van het Zambian African National Conress (ZANC).
| Kandidaat                         | Kandidaat                         | Partij                             | Stemmen   | %     |
| --------------------------------- | --------------------------------- | ---------------------------------- | --------- | ----- |
|                                   | Kenneth D. Kaunda                 | United National Independence Party | 1.079.970 | 81,82 |
|                                   | Harry Nkumbula                    | Zambian African National Conress   | 240.017   | 18,18 |
| Ongeldige stemmen/ blanco stemmen | Ongeldige stemmen/ blanco stemmen | Ongeldige stemmen/ blanco stemmen  | 63.490    | 4,5   |
| Totaal                            | Totaal                            | Totaal                             | 1.319.987 | 100   |
| Geregistreerde kiezers/ opkomst   | Geregistreerde kiezers/ opkomst   | Geregistreerde kiezers/ opkomst    | 1.587.966 | 87,12 |
| Bron: AED                         |                                   |                                    |           |       |

## Parlementsverkiezingen

### Nationale Vergadering
| Partij                          | Partij                             | Zetels    | %      |
| ------------------------------- | ---------------------------------- | --------- | ------ |
|                                 | United National Independence Party | 81        | 73,19  |
|                                 | Zambian African National Conress   | 23        | 25,40  |
|                                 | Onafhankelijke kandidaten          | 1         | 1,40   |
| Totaal                          | Totaal                             | 110       | 100    |
| Geregistreerde kiezers/ opkomst | Geregistreerde kiezers/ opkomst    | 1.166.637 | 82,47% |
| Bron: AED                       |                                    |           |        |

Presidentsverkiezingen: 1968 · 1973 · 1978 · 1983 · 1988 · 1991 · 1996 · 2001 · 2006 · 2008 · 2011 · 2015 · 2016 · 2021

Parlementsverkiezingen: 1968 · 1973 · 1978 · 1983 · 1988 · 1991 · 1996 · 2001 · 2006 · 2011 · 2016 · 2021

Referenda: 1969 · 2016